# Johann Christian Gustav Lucae

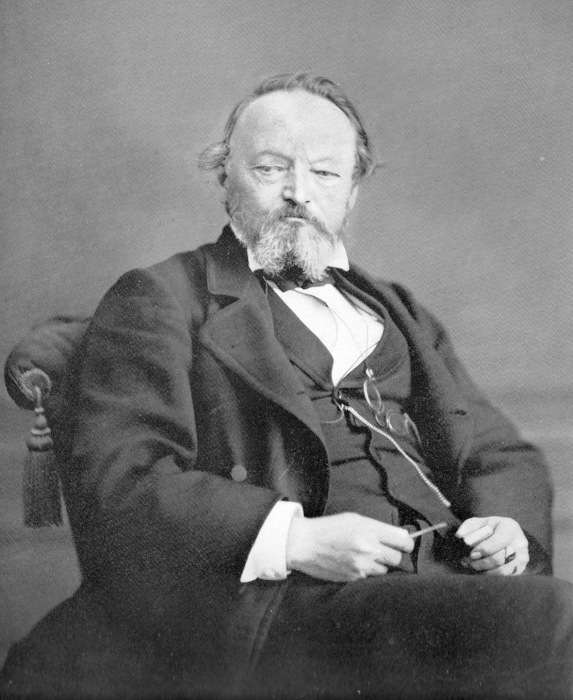
Johann Christian Gustav Lucae, Fotografie um 1876

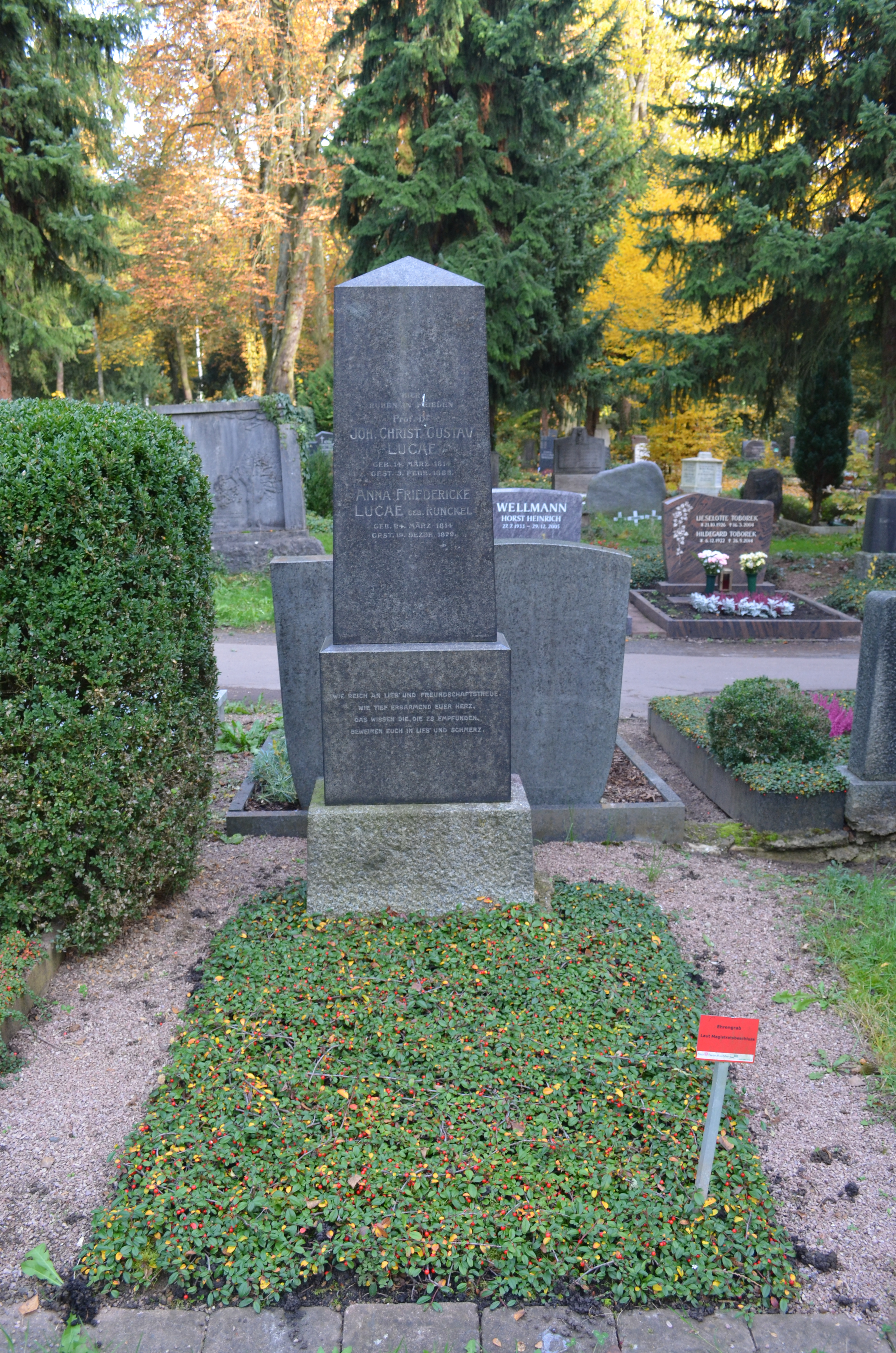
Sein Grab auf dem Frankfurter Hauptfriedhof ist ein Ehrengrab der Stadt

Johann Christian Gustav Lucae (auch Gustav Lucae oder Lucä; * 14. März 1814 in Frankfurt am Main; † 3. Februar 1885 ebenda) war ein deutscher Arzt und Anatom. Lucae war Direktor des Instituts für Anatomie am Senckenberg’schen Institut in Frankfurt am Main bis 1885 und arbeitete vor allem an der Anatomie und Pathologie des Schädels.

## Leben
Johann Christian Gustav Lucae wurde als Sohn von Samuel Christian Lucae in Frankfurt am Main geboren. Er besuchte das Städtische Gymnasium. 1833 begann er sein Studium der Medizin in Marburg und Würzburg und wurde 1839 in Würzburg mit einer Doktorarbeit mit dem Titel „De symmetria et asymmetria organorum animalitatis, imprimis cranii“, einer Arbeit über anatomische Anomalien speziell des Kopfes, promoviert.
1840 ließ sich Lucae in Frankfurt als Arzt nieder. 1841 trat er der Senckenbergischen Naturforschenden Gesellschaft bei und war seit 1845 Dozent am Senckenberg’schen Institut für pathologische Vorlesungen. 1851 wurde er Lehrbeauftragter am Institut für Anatomie und kurz darauf Direktor des anatomischen Instituts bis zu seinem Tod, 1863 wurde er zum Professor ernannt. Seit 1869 dozierte er zudem am Städelschen Kunstinstitut über Künstleranatomie. Er war Mitglied der Gesellschaft Deutscher Naturforscher und Ärzte.
Der Jurist Friedrich Lucae war sein Bruder. Er ist außerdem Nachfahre des Chronisten Friedrich Lucae.

## Werk
Als Anatom und Pathologe konzentrierte sich Lucae vor allem auf die Anatomie und Embryologie des Schädels, also die Kraniologie, und veröffentlichte vor allem zu diesem Thema. Weitere Arbeiten beschäftigten sich mit der pathologischen Anatomie und der Embryologie sowie der vergleichenden Zoologie. Zudem arbeitete er mit dem Bildhauer Eduard Schmidt von der Launitz an der Verbesserung der Zeichnungsmethode anatomischer Darstellungen.

## Ehrungen
1880 wurde er zum Mitglied der Deutschen Akademie der Naturforscher Leopoldina gewählt. Seit 1870 war er korrespondierendes Mitglied der Bayerischen Akademie der Wissenschaften.